# Junced
Junced, ime koje se greškom, kao etnički naziv, javlja u jednom španjolskom dokumentu iz 1718. godine, na misiji San Antonio de Valero u Teksasu. Spominje se kao ime plemena pokrštenog Indijanca Juana Pasquala, koji se 1719. dva puta spominje kao pripadnik plemena Jumi. Ovaj drugi naziv dobro je poznata varijanta imena plemena Hume, pa nema sumnje da je Juan Pasqual bio Hume Indijanac.
Swanton Juncede ima na svojoj listi Coahuiltecanskih plemena. Pripadnost Hume Indijanaca porodici coahuiltecan je upitna, a živjeli su u sjeverozapadnoj Coahuili i susjednom Teksasu. Drugo Hume pleme iz država Durango i Sinaloa su im nesrodni i pripadaju široj skupini Xixime, i treće Hume pleme u Chinantece. Hodge u svojem priručniku o Indijancima naziv Junced nema na svojoj listi